# 오렌지볼
오렌지볼(영어: Orange Bowl)은 미국 플로리다주 마이애미에서 열리는 대학 풋볼의 볼 게임이다.